# Wiesenburg/Mark

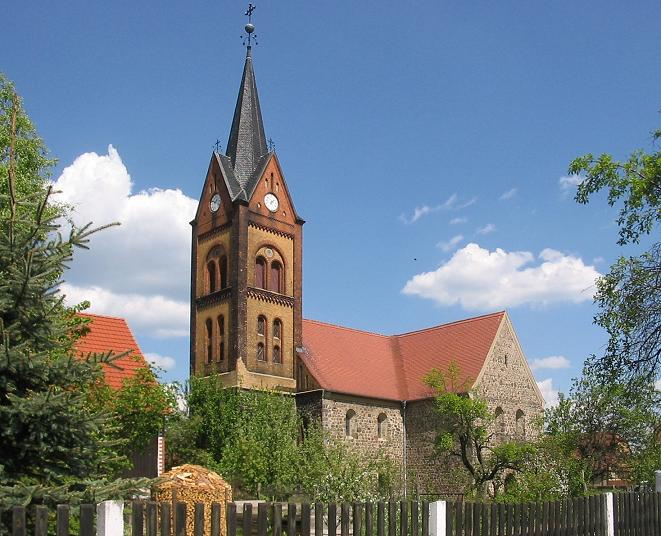
Feldsteinkirche in Wiesenburg, 13. Jahrhundert, Turm von 1879

Wiesenburg (niederdeutsch Wiesenborch), amtlich Wiesenburg/Mark, ist eine amtsfreie Gemeinde im Landkreis Potsdam-Mittelmark in Brandenburg. Sie entstand 2001 durch den Zusammenschluss von 14 vorher selbständigen Gemeinden, die von 1992 bis 2001 vom Amt Wiesenburg verwaltet wurden.

## Geografie
Wiesenburg liegt im südwestlichen Teil des Landkreises Potsdam-Mittelmark. Es grenzt im Norden an das Amt Ziesar, im Nordosten und Osten an die amtsfreie Stadt Bad Belzig, im Südosten an das Amt Niemegk und im Süden und Westen an das Bundesland Sachsen-Anhalt.
Das Gemeindegebiet gehört zum Naturpark Hoher Fläming.

## Gemeindegliederung
Zu Wiesenburg/Mark gehören seit der Bildung der Großgemeinde am 1. Dezember 2001 die folgenden Orts- und Gemeindeteile sowie Wohnplätze (Einwohnerzahl am 7. August 2018):
- Benken (119 Einwohner) mit dem Wohnplatz Wohnheim
- Grubo (174 Einwohner) mit dem bewohnten Gemeindeteil Welsigke
- Jeserig/Fläming (200 Einwohner) mit dem bewohnten Gemeindeteil Bahnhof (teilweise)
- Jeserigerhütten (143 Einwohner) mit den bewohnten Gemeindeteilen Spring und Setzsteig
- Klepzig (112 Einwohner) mit dem Wohnplatz Zehrensdorf
- Lehnsdorf (bis 20. Oktober 1937 Lotzschke;[6] 99 Einwohner)
- Medewitz (462 Einwohner) mit dem bewohnten Gemeindeteil Medewitzerhütten sowie den Wohnplätzen Jagdschloss und Tanklager
- Mützdorf (83 Einwohner)
- Neuehütten (160 Einwohner) mit dem Wohnplatz Teerofen
- Reetz (534 Einwohner) mit den Wohnplätzen Grüne Grund, Mahlsdorf und Zipsdorf
- Reetzerhütten (229 Einwohner) mit dem Wohnplätzen Alte Hölle und Tränkeberg
- Reppinichen (316 Einwohner)[7]
- Schlamau (401 Einwohner) mit den bewohnten Gemeindeteilen Arensnest und Schmerwitz sowie den Wohnplätzen Siedlung und Steindorf
- Wiesenburg (1.257 Einwohner)  mit dem bewohnten Gemeindeteil Bahnhof (teilweise)

## Geschichte

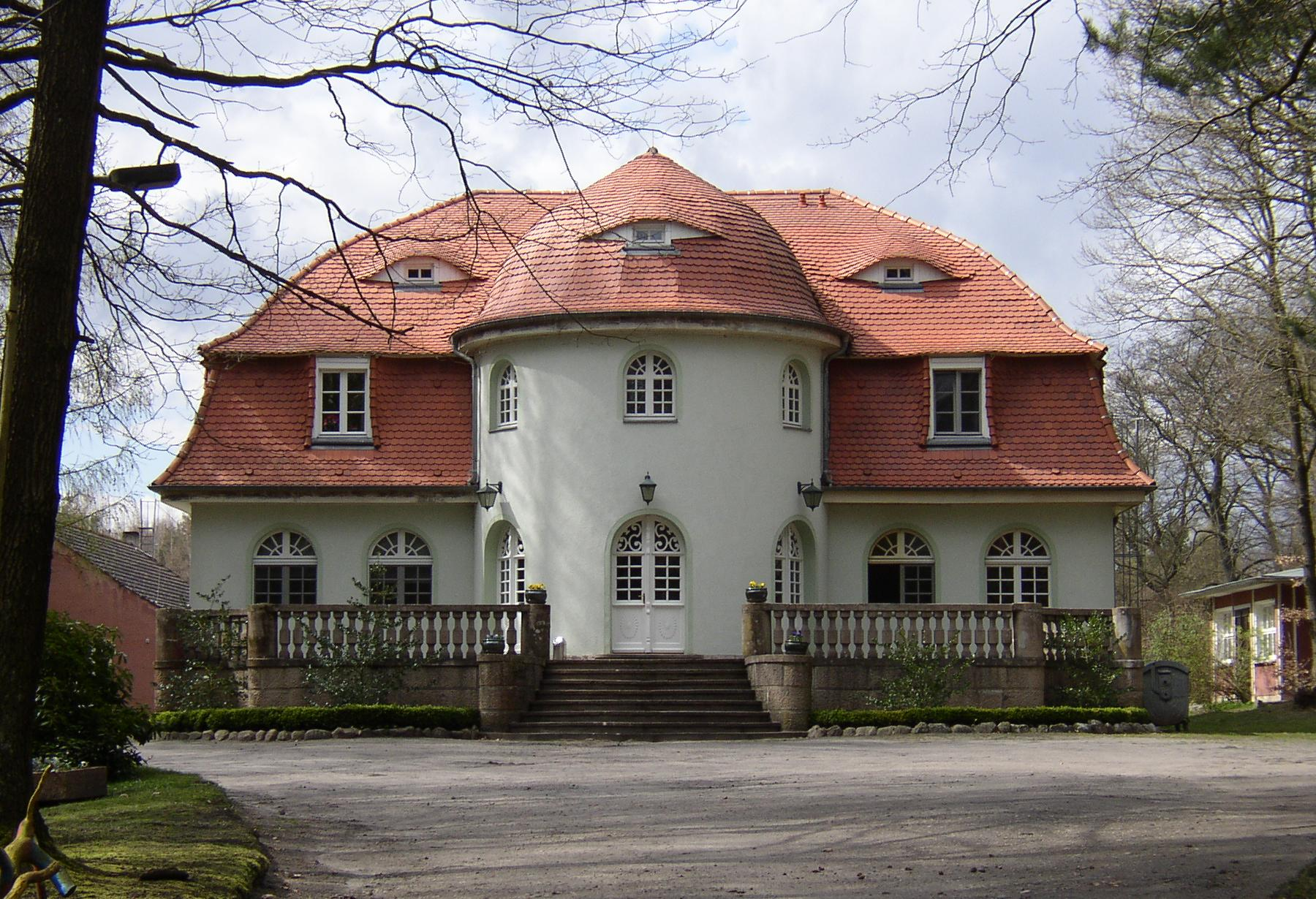
Jagdschloss in Medewitzerhütten

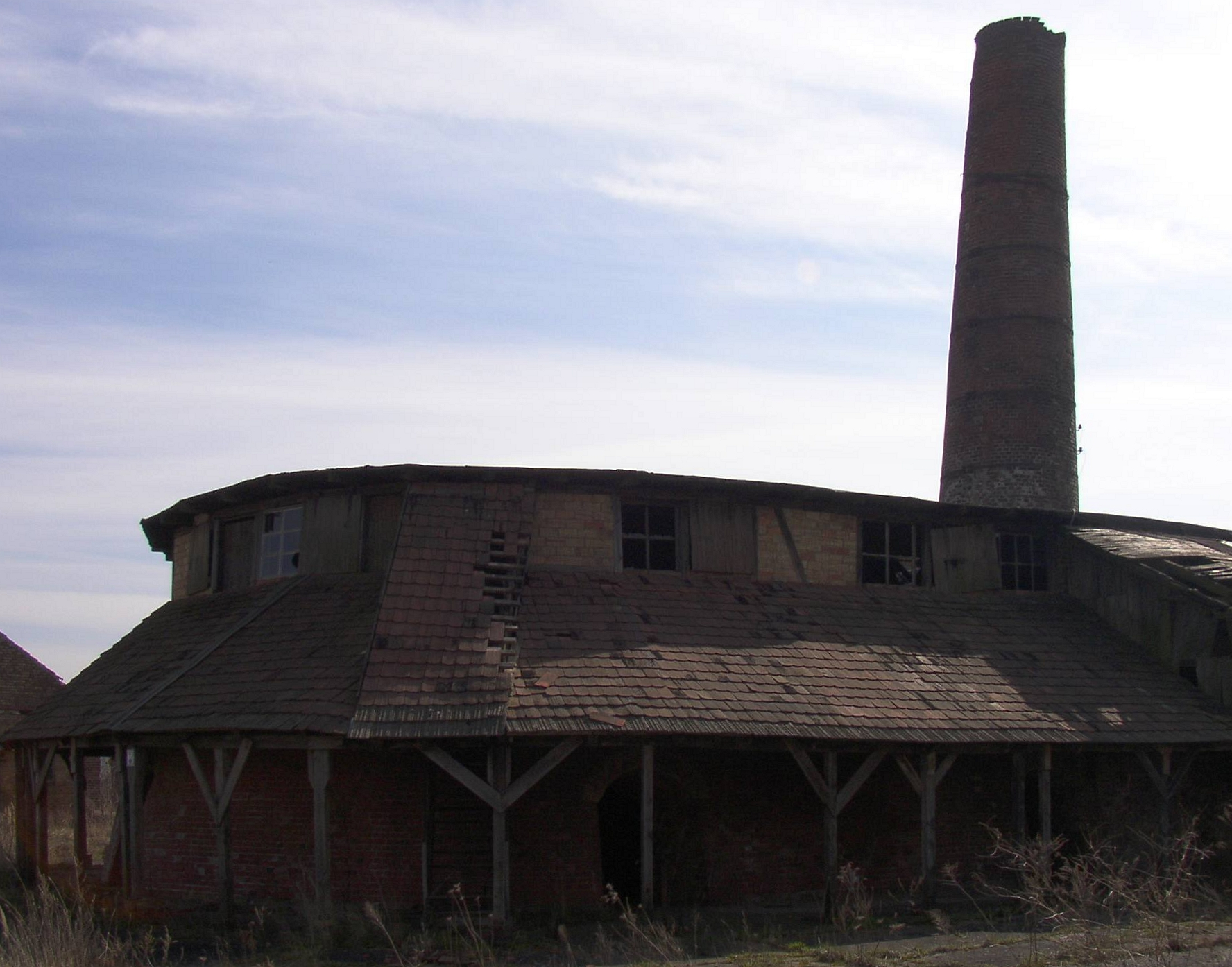
Denkmalgeschützte Ziegelei in Reetz

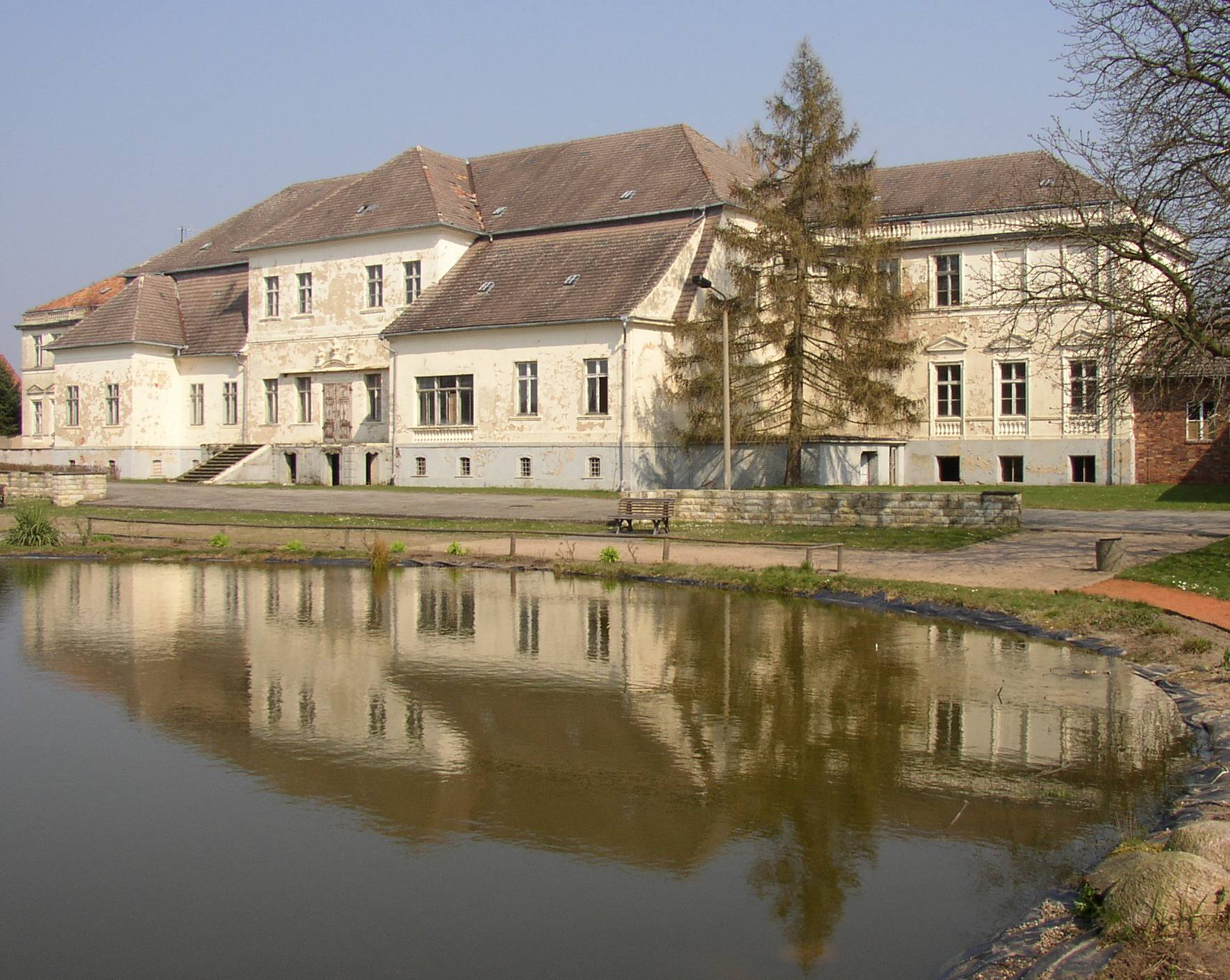
Schloss in Schmerwitz

### Wiesenburg

#### 13. bis 15. Jahrhundert
Der Burgward Wiesenburg wurde 1161 erstmals urkundlich als de burgwardit … Wisenburg erwähnt. Bei archäologischen Grabungen konnten jedoch nordwestlich und südöstlich der heutigen Schlossanlage slawische und frühdeutsche Scherbenfunde gesichert werden, die auf eine frühere Besiedelung hindeuten. Die Schreibweise änderte sich von Wisenburch im Jahr 1186 zu vnsir Hus Wesingburg im Jahr 1356 über  Czu Wesinborg im Jahr 1385 sowie Slos wesenburg mit dem stetlyn im Jahr 1443. Es befand sich ursprünglich in der Lehnshoheit des Erzbischofs von Magdeburg, der das „Schloß und Städtlein mit allem Rechte“ im Jahr 1213/1217 an einen Gumpert, Bruder des Richard von Zerbst und Heinrich von Plaue weitergab. Vor 1336 kam es in den Besitz des Grafen von Barby und Mühlingen, der es 1356 an den Herzog von Sachsen-Wittenberg verkaufte. Im Jahr 1362 war das Dorf belehnt und 1378 dem Bischof von Brandenburg verpfändet. Vor 1385 bis nach 1431 kam es in den unmittelbaren Besitz des Herzogs von Sachsen-Wittenberg, der es wiederum verlehnte: zunächst an die von Querfurt, von 1443 bis 1456 an die von Kracht und von 1456 bis 1755 an die Brandt von Lindau. Ihnen gelang es, das Dorf im Jahr 1734 zu einem Allod umzuwandeln. Anschließend übernahmen die Trotta genannt Treyden von 1755 bis 1765 das Dorf und gaben es an die von Watzdorf weiter, die es bis 1872 hielten. In dieser Zeitspanne waren einige kleinere Anteile bei weiteren Familien. Bis 1412 hielten die von Thümen zwei Hufen, die sie 1412 an die Familie Seedorf verkaufte, bevor sie vermutlich an den ersten Anteil fielen. Vor 1388 hielten die Familie Seedorf fünf Hufen sowie Einkünfte aus einem Morgen (Mg) Holz, der an den zweiten Anteil fiel. Einen vierten Anteil besaßen vor 1419/1420 die von Thümen: Es handelte sich um zehn freie Hufe und vier freie Höfe, zwei Burglehnen mit allem Recht, zwei Kossätenhöfe, die Pacht aus vier Stadthufen sowie eine Breite Land. Die Familie Swanebeke(Schwaneck) hielten vor 1388 drei Hufen und eine Breite, die Familie Bogelsack(Vogelsack) vor 1419/1420 einen freien Hof, eine Wiese und das Gehölz davor und die Familie Borg vor 1419/1420 vier freie Hufe, einen freien Hof vor Wiesenburg sowie ein Burglehen auf dem Schloss. Diese Anteile wurden, wie auch vor 1419/1420 einen Anteil der von Kracht über eine Holzsstätte mit dem ersten Anteil vereinigt. Ein Vogt erschien im Jahr 1421, ebenso 1423, 1428 und 1431. Das „Schloß und Städtlein“ bzw. „Schloß und Städtchen“ wurde 1443 bzw. 1487 urkundlich erwähnt.

#### 16. Jahrhundert
Im Jahr 1530 lebten in Wiesenburg 22 Einwohner (fünf Hufner). Dem Pfarrer standen vier Hufen zu. Er erhielt außerdem 82 Scheffel Korn, 86 Scheffel Gerste und 35 Scheffel Hafer als Zehnt, außerdem 8 Fuder Wiesenwachs. Der Küster erhielt 36 Scheffel Korn, 22 Brote und besaß einen Krautgarten. Eine Statistik aus dem Jahr 1531 führte 18 Türkensteuerpflichtige auf, darunter einen Bürgermeister, einen Krüger und einen Müller. Es gab außerdem je fünf Knechte und Mädge sowie einen Schmied und einen Hirten. Eine weitere Statistik aus 1542 führte 13 Einwohner mit Gütern auf (darunter den Krüger und den Müller). Ein Einwohner besaß ein Haus, sieben Einwohner gaben nur Geld; es gab 14 Dienstboten. Im Jahr 1555 bestand Wiesenburg nach wie vor aus 22 Einwohnern (fünf Hufnern). Der Pfarrer erhielt den Zehnt von den wüsten Feldmarken Welsigke, Elsholz, Setzsteig, Allendorf Allendorf, Kalotsche, Glümendorf, Petzdorf, Zipsdorf und Arensnest. Im Jahr 1575 besaß der Pfarrer nur noch drei Hufen, die er jedoch verpachten konnte. Eine weitere Wiese hatte er roden lassen und erhielt 4 Wispel Roggen, 2 1⁄2 Wispel Gerste, 2 Wispel Hafer, 1⁄2 Heidekorn als Zehnt. Der Junker von der Feldmark Groß Glien und Schmerwitz lieferte ihm weitere 30 Scheffel Roggen. Der Küster bekam 3 1⁄2 Scheffel aus der Stadt, 8 Scheffel vom Schloss sowie 2 Scheffel aus Grubo. Hinzu kamen 12 1⁄2 Scheffel aus Jeserig, 10 1⁄2 Scheffel aus Schlamau und jährlich ein Brot von jedem Einwohner der drei Dörfer. Die Kirche besaß eine Gotteshufe, eine Gottesbreite sowie das Lindenland mit einer Größe von 17 Mg sowie vier Wiesen. Das Pfarrhaus kam im Jahr 1592 an einen Einwohner, wurde aber 1607 von der Kirche zurückgekauft. Im Jahr 1592 lebten außerdem drei Hufner in der Stadt: Der Bürgermeister besaß ein Haus, Hof und drei Hufen sowie 19 Mg Heideland, ¾ Wiese zu Kalotsche, eine Wiese im Teich. Allerdings nahm ihm die Herrschaft im Jahr 1606 seinen Besitz bis auf sieben Stücke Feld und zwei Wiesen ab, so dass es nur noch als Kossäte tätig war. Der Krüger hatte ein Haus, Hof, drei Hufen, ein Breitchen Land, 13 1⁄2 Mg Heideland und drei Wiesen, darunter eine von der Kirche. Er wurde 1621 von der Herrschaft ausgekauft. Ein anderer Einwohner besaß Haus und Hof, etliche Heideläufer, 28 Mg Heideland als Laßgut, 4 1⁄2 Mg Wiese, eine Wiese zu Kalotsche und eine Wiese im Marienbruch. Daneben gab es 22 als „Freie“ bezeichnete Einwohner: ein Böttcher, ein Koch, zwei Leineweber, drei Schneider, ein Schuster, ein Seifensieder und Branntweinbrenner, fünf Töpfer. Hinzu kamen 13 Kossäten mit Haus und Hof und fünf Häusler, darunter ein Fleischer und ein Teichgräber.

#### 17. und 18. Jahrhundert
Eine Statistik aus dem Jahr 1627 führte vier Anspänner, 14 Kossäten, 20 Häuser, Freie und Büdner auf. Im Dreißigjährigen Krieg kam es zu großen Verwüstungen; 1969 waren von 47 Höfen nur noch zehn bewohnt, 37 lagen wüst.
Im Jahr 1718 gab es in Wiesenburg einen Hufner und einen Häusler, die auf 5 Hufen je 12 Dresdner Scheffel 8 Metzen Aussaat ausbrachten. Im Jahr 1743 gab es einen Dreihufnerhof, der vom Gerichtsherren genutzt wurde; der Zweihufnerhof lag wüst. Für das Jahr 1764 wurden 19 Besitzer, 30 Häusler und zwei Windmühlen gezählt. Drei Hufen gehörten der Herrschaft, auf diesen wurde je 10 Dresdner Scheffel ausgesät. Eine Statistik aus dem Jahr 1777 führte einen Hufner, 18 Kossäten, 24 Häusler und 26 Häusler auf dem ritterlichen Grund auf.

#### 19. Jahrhundert
Wiesenburg bestand im Jahr 1806 aus einem Einwohner mit drei Hufen sowie 19 Einwohnern mit zusammen 10 Hufen; in Summe wurden 13 Magazinhufen bewirtschaftet. In der Stadt standen 30 Häuser. Im Jahr 1837 standen im Gut und Dorf insgesamt 103 Wohnhäuser. Im Jahr 1858 war das Dorf insgesamt: 1254 Mg groß: 157 Mg Gehöfte, 882 Mg Acker, 215 Mg Wiese. Dort standen fünf öffentliche, 72 Wohn- und 145 Wirtschaftsgebäude (darunter zwei Getreidemühlen). Das Rittergut war 7855 Mg groß: 30 Mg Gehöfte, 1511 Mg Acker, 200 Mg Wiese, 65 Mg Weide, 6049 Mg Wald. Dort gab es zwei Abbauten (Ziegelei, Forsthaus) sowie drei öffentliche, 24 Wohn- und 44 Wirtschaftsgebäude, darunter eine Brauerei, eine Brennerei und eine Ziegelei. Zum Gut gehörte 1871 der Wohnplatz Wiesenburger Glashütte und 1885 der Wohnplatz Waldmühle.

#### 20. Jahrhundert
Zur Jahrhundertwende war das Dorf im Jahr 1900 insgesamt 414 Hektar (ha) groß und bestand aus 102 Häusern. Im 1846 ha großen Rittergut standen 76 Häuser. Im Jahr 1928 wurde der Hauptteil des Guts mit Gemeinde vereinigt und die am Wege Belzig-Borne gelegene Parzelle Stollenberg nach Belzig eingemeindet. Im Jahr 1928 wurde der Gutsbezirk Setzsteig mit der Gemeinde Wiesenburg vereinigt. Wiesenburg wurde 1931 eine 4054 ha große Landgemeinde mit den Wohnplätzen Glashütte, Setzsteig und Spring und bestand aus 220 Wohnhäusern mit 333 Haushaltungen. Im Jahr 1939 gab es in Wiesenburg zwei land- und forstwirtschaftliche Betriebe, die größer als 100 ha waren. Fünf weitere Betriebe waren zwischen 20 und 100 Hektar groß, fünf Betriebe zwischen 10 und 20 Hektar, ein Betrieb zwischen 5 und 10 Hektar sowie 110 Betriebe zwischen 0,5 und 5 Hektar.
Nach dem Zweiten Weltkrieg wurden im Rahmen der Bodenreform 4064,66 ha enteignet (509 ha Acker und 3555,88 ha Wald). Davon gingen 735,35 ha an 153 Eigentümer, 4,45 ha an elf nichtlandwirtschaftliche Arbeiter und Angestellte, wahrscheinlich Zulagen von 155,77 ha an die Gemeinde Jesering, 108,13 ha an die Gemeinde Jeserigerhütten, 105 ha Wald an die Gemeinde Medewitz und eine Zulage von 113,37 ha an die Gemeinde Neuehütten. Im Jahr 1955
gründete sich eine LPG mit 20 Mitgliedern und 114 ha landwirtschaftlicher Nutzfläche, die sich nach vier Jahren jedoch wieder auflöste. Im Jahr 1958 gründete sich eine zweite LPG Typ I mit sieben Mitgliedern und 26 ha Fläche sowie eine LPG Typ III. Die LPG Typ III besaß im Jahr 1960 insgesamt 71 Mitglieder und 407 ha Fläche; ihr schloss sich 1967 die LPG Typ I Neuehütten an; 1973 die LPG Typ I Schlamau und im Folgejahr die LPG Typ III Jeserig/Fläming. Im Jahr 1960 gab es zwei LPGen Typ I mit 31 Mitgliedern und 190 ha Fläche, die sich im Folgejahr zusammenschlossen und 1967 zur LPG Typ III übergingen. Der Ortsteil Glashütte wurde 1962 nach Jeserigerhütten umgemeindet. Im Jahr 1963 gab es eine Maschinen-Traktoren-Station mit 176 Beschäftigten, darunter 110 Produktionsarbeiter. Wiesenburg war im Jahr 1964 Landgemeinde mit den Wohnplätzen Setzsteig und Spring. Im Jahr 1973 gab es in der Gemeinde einen VEB Getränkekombinat Potsdam Werk Wiesenburg, ein VEB Gewächshausbau, ein VEB Vereinigte Holzindustrie Zerbst Werk Wiesenburg sowie eine PGH Bauhandwerk, eine LPG sowie eine Vereinigung der gegenseitigen Bauernhilfe (VdgB).

### Reetz
Der Burgward Reetz wurde 1161 erstmals urkundlich erwähnt.

### Reetzerhütten
Das Dorf wurde 1592 erstmals urkundlich erwähnt und entwickelte sich im 18. Jahrhundert im Zuge der frühneuzeitlichen „Industrialisierungsmaßnahmen“ der brandenburgischen Landesfürsten. Die Reetzer Hütten dienten der Pech- und Holzkohleverhüttung bzw. der Glasherstellung. Die Rohstoffe dafür lieferten die damals noch weitverbreiteten Buchen- und Eichenwälder und der feine Sand der Endmoränenlandschaft. Allmählich siedelten sich die in den Hütten tätigen Bauern in der Umgebung der Hütten an und gründeten eigene Ortschaften (z. B. auch Medewitzerhütten bei Medewitz, Neuehütten bei Wiesenburg, Jeserigerhütten bei Jeserig, Glashütte bei Mützdorf etc.). Charakteristisch für diese Siedlungen sind die straßendorfähnliche Anlage und das Fehlen einer Kirche.

### Arensnest
Arensnest liegt mitten im Naturpark Hoher Fläming. Die erste Erwähnung der Siedlung stammt aus dem Jahr 1524. 1570 wurde hier ein Vorwerk errichtet. Hier gibt es seit vielen hundert Jahren eine Schäferei. Der Name der Siedlung bildet sich aus dem mittelniederdeutschen arn für Adler und nest, was Nest bedeutet.

### Gemeinde Wiesenburg/Mark
Die Geschichte der (Groß-)Gemeinde reicht bis ins Jahr 1992 zurück. Am 24. Juni 1992 erteilte der Minister des Innern des Landes Brandenburg seine Zustimmung zur Bildung des Amtes Wiesenburg. Als Zeitpunkt des Zustandekommens des Amtes wurde der 30. Juni 1992 festgelegt. Das Amt hatte seinen Sitz in der Gemeinde Wiesenburg und bestand zunächst aus 13 Gemeinden im damaligen Kreis Belzig: Wiesenburg, Neuehütten, Reetzerhütten, Lehnsdorf, Medewitz, Grubo, Jeserig, Mützdorf, Klepzig, Benken, Jeserigerhütten, Schlamau und Reetz. Zum 20. Oktober 1992 wurde auch die Gemeinde Reppinichen (Kreis Belzig) dem Amt Wiesenburg zugeordnet. Zum 1. Dezember 2001 schlossen sich die 14 Mitgliedsgemeinden des Amtes zur neuen Gemeinde Wiesenburg/Mark zusammen. Das Amt Wiesenburg wurde aufgelöst, die Gemeinde Wiesenburg/Mark amtsfrei.
Mit einer Fläche von 218 km² gehört Wiesenburg/Mark zu den größten Gemeinden in Deutschland.

## Bevölkerungsentwicklung
| Jahr | Einwohner |
| ---- | --------- |
| 1875 | 1 081     |
| 1890 | 1 168     |
| 1910 | 1 230     |
| 1925 | 1 171     |
| 1933 | 1 127     |
| 1939 | 1 172     |

| Jahr | Einwohner |
| ---- | --------- |
| 1946 | 2 136     |
| 1950 | 2 113     |
| 1964 | 1 742     |
| 1971 | 1 638     |
| 1981 | 1 683     |
| 1985 | 1 654     |

| Jahr | Einwohner |
| ---- | --------- |
| 1990 | 1 525     |
| 1995 | 1 501     |
| 2000 | 1 483     |
| 2005 | 5 181     |
| 2010 | 4 708     |
| 2015 | 4 420     |

| Jahr | Einwohner |
| ---- | --------- |
| 2020 | 4 242     |
| 2021 | 4 226     |
| 2022 | 4 195     |
| 2023 | 4 191     |
| 2024 | 4 182     |

Gebietsstand des jeweiligen Jahres, Einwohnerzahl: Stand 31. Dezember (ab 1991), ab 2011 auf Basis des Zensus 2011 und ab 2022 auf Basis des Zensus 2022.
Die Zunahme der Einwohnerzahl 2005 ist auf den Zusammenschluss von 14 Gemeinden zur neuen Gemeinde Wiesenburg im Jahr 2001 zurückzuführen. Das Jahr 2005 markiert zugleich den Höchststand der Bevölkerungszahl der Gemeinde Wiesenburg/Mark mit knapp 5.200 Einwohnern. Die Bevölkerung ist seither mit einer kleinen Ausnahme in 2015 (Anstieg um 13 Personen) kontinuierlich zurückgegangen.

## Sprache
Die ursprüngliche Sprache Wiesenburgs und der umgebenden Brandtsheide ist das Flämingplatt, eine mittelmärkische Mundart des Niederdeutschen. In der zweiten Hälfte des 19. Jahrhunderts schrieb der Pastor Fähndrich aus Wiesenburg:

„Die Sprache der gewöhnlichen Leute in ihrem Verkehr untereinander ist das Plattdeutsche, wie es etwa auf dem Fläming gesprochen wird, und streift schon mehr an die Sprache der gewöhnlichen Einwohner in den kleinen Städten. Auch hier läßt sich die Beobachtung machen, daß oft nahe aneinander grenzende Gegenden doch durch ihre Spracheigenthümlichkeit scharf abgegrenzt sind. Die Brandtsheide ist nach mehreren Seiten hin von der Provinz Sachsen und Anhalt umgeben. Hier sind gewisse unverkennbare Färbungen und Nuancen in der Sprache, die man bald heraushört. Davon hat aber die Brandtsheide nichts angenommen, sondern die Flämings-Eigenthümlichkeit bewahrt, die von der benachbarten Parochie Raben herüberweht…“

Hermann Boßdorf (1877–1921), der in Hamburg wirkte und in Westniederdeutsch schrieb aber in Wiesenburg aufgewachsen war, schrieb:
All in min Flämingheemat

würd plattdütsch spraken
Heute wird Flämingplatt nur noch von wenigen Menschen gesprochen, genießt aber offiziellen Schutz in den Bundesländern Brandenburg und Sachsen-Anhalt.

## Politik

### Gemeindevertretung
Die Gemeindevertretung von Wiesenburg besteht aus 16 Gemeindevertretern und dem hauptamtlichen Bürgermeister. Die Kommunalwahl am 26. Mai 2019 führte zu folgendem Ergebnis:
| Partei / Wählergruppe                 | Sitze 2003 |  | Sitze 2008 | Sitze 2014 | Sitze 2019 |  | Stimmenanteil 2008 | Stimmenanteil 2014 | Stimmenanteil 2019 |
| ------------------------------------- | ---------- |  | ---------- | ---------- | ---------- |  | ------------------ | ------------------ | ------------------ |
| SPD                                   | 4          |  | 5          | 4          | 3          |  | 20,4 %             | 23,9 %             | 17,6 %             |
| Die Linke                             | 5          |  | 6          | 2          | 3          |  | 24,2 %             | 14,6 %             | 15,7 %             |
| Land.Luft.Leben                       | –          |  | –          | –          | 2          |  | –                  | –                  | 09,8 %             |
| Bündnis 90/Die Grünen                 | –          |  | 1          | 1          | 1          |  | 01,8 %             | 04,8 %             | 09,2 %             |
| Pro Dorf                              | 2          |  | 1          | 1          | 1          |  | 05,0 %             | 06,0 %             | 08,7 %             |
| CDU                                   | 5          |  | 3          | 2          | 1          |  | 10,9 %             | 12,2 %             | 08,4 %             |
| FDP                                   | –          |  | 1          | 1          | 1          |  | 05,4 %             | 04,4 %             | 07,4 %             |
| Freie Bürger und Bauern               | –          |  | –          | 1          | 1          |  | –                  | 06,6 %             | 06,3 %             |
| Bürgerliste                           | 1          |  | 1          | 1          | 1          |  | 03,7 %             | 04,9 %             | 05,7 %             |
| Einzelbewerber Gerd Metzger           | –          |  | –          | –          | 1          |  | –                  | –                  | 04,9 %             |
| Einzelbewerber Steffen Teuber         | –          |  | –          | –          | 1          |  | –                  | –                  | 03,7 %             |
| Einzelbewerber Hans-Joachim Beckmann  | –          |  | –          | –          | –          |  | –                  | –                  | 02,6 %             |
| Einzelbewerber Robert Pulz            | –          |  | –          | 1          | –          |  | –                  | 08,9 %             | –                  |
| Bürgerbewegung                        | 1          |  | 1          | 1          | –          |  | 03,5 %             | 04,6 %             | –                  |
| Unabhängige Liste                     | 2          |  | 1          | 1          | –          |  | 04,7 %             | 03,8 %             | –                  |
| Freiwillige Feuerwehr Wiesenburg/Mark | –          |  | 2          | –          | –          |  | 08,5 %             | –                  | –                  |
| Bauernverband                         | 4          |  | 2          | –          | –          |  | 07,0 %             | –                  | –                  |
| Wählergemeinschaft Neuehütten         | 1          |  | 1          | –          | –          |  | 02,1 %             | 02,9 %             | –                  |
| Einzelbewerber Klaus-Peter Klenke     | –          |  | –          | –          | –          |  | –                  | 02,4 %             | –                  |
| Einzelbewerber Herbert Thiele         | –          |  | 1          | –          | –          |  | 01,9 %             | 0–                 | 0–                 |
| Pro Reppinichen                       | 1          |  | –          | –          | –          |  | 0–                 | 0–                 | 0–                 |
| Insgesamt                             | 26         |  | 26         | 16         | 16         |  | 100 %              | 100 %              | 100 %              |

### Bürgermeister
- 1998–2001: Hansjoachim Fröhlich (CDU)[19]
- 2001–2014: Barbara Klembt (Die Linke)[20]
- seit 2014: Marco Beckendorf (Die Linke)

Barbara Klembt war die letzte Amtsdirektorin des Amtes Wiesenburg vor seiner Auflösung. Sie wurde im Jahr 2001 nach der Gemeindegebietsreform zur Bürgermeisterin der neuen (Groß-)Gemeinde Wiesenburg/Mark gewählt. Bei der Bürgermeisterwahl am 18. Februar 2008 wurde sie mit 90,1 % der gültigen Stimmen ohne Gegenkandidat wiedergewählt.
Am 12. Oktober 2014 wurde Beckendorf mit 67,3 % der gültigen Stimmen zum neuen Bürgermeister gewählt. Er trat sein Amt am 15. Januar 2015 an. Bei der Wahl am 11. September 2022 wurde er mit 67,2 % der gültigen Stimmen für weitere acht Jahre in seinem Amt bestätigt.

## Sehenswürdigkeiten und Kultur

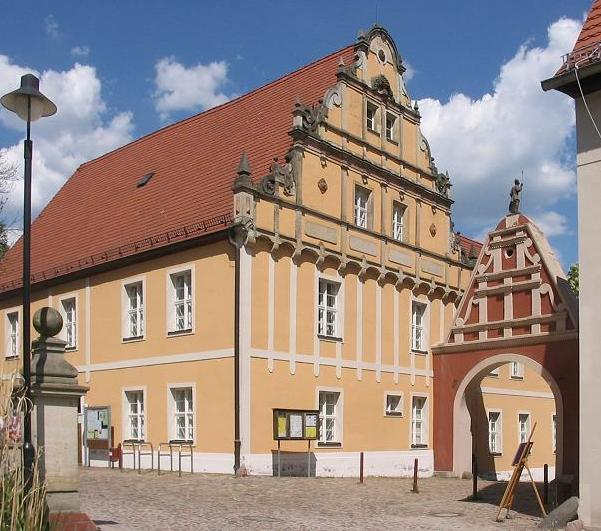
Rathaus von Wiesenburg mit Männekentor

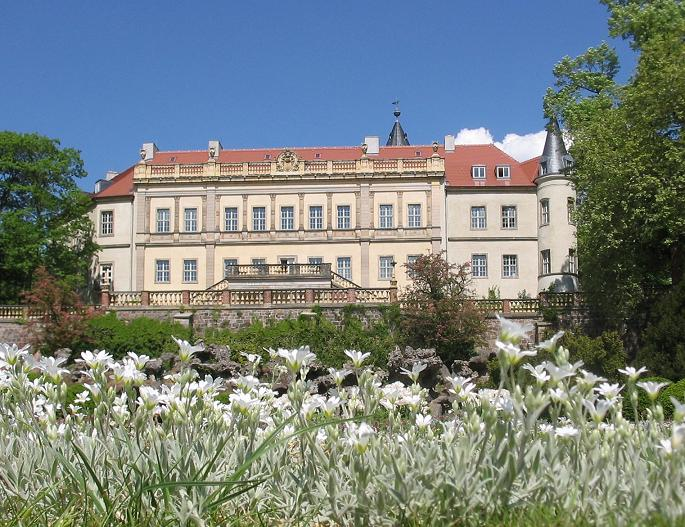
Schloss Wiesenburg vom Schlosspark aus gesehen

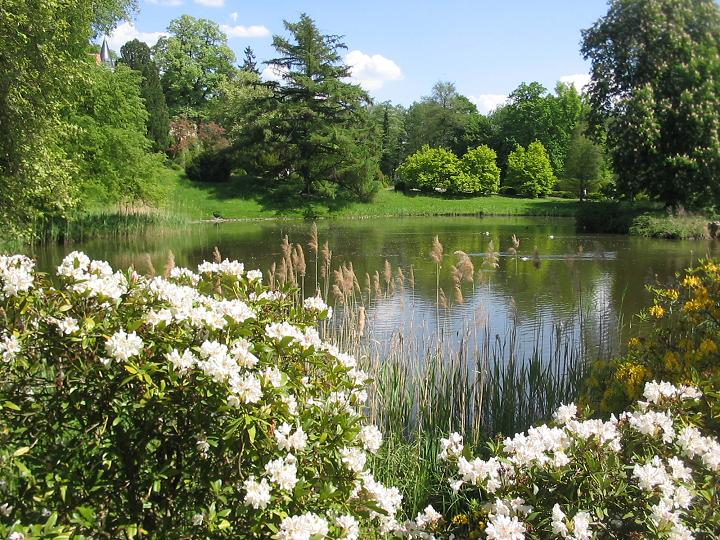
Schlosspark Wiesenburg

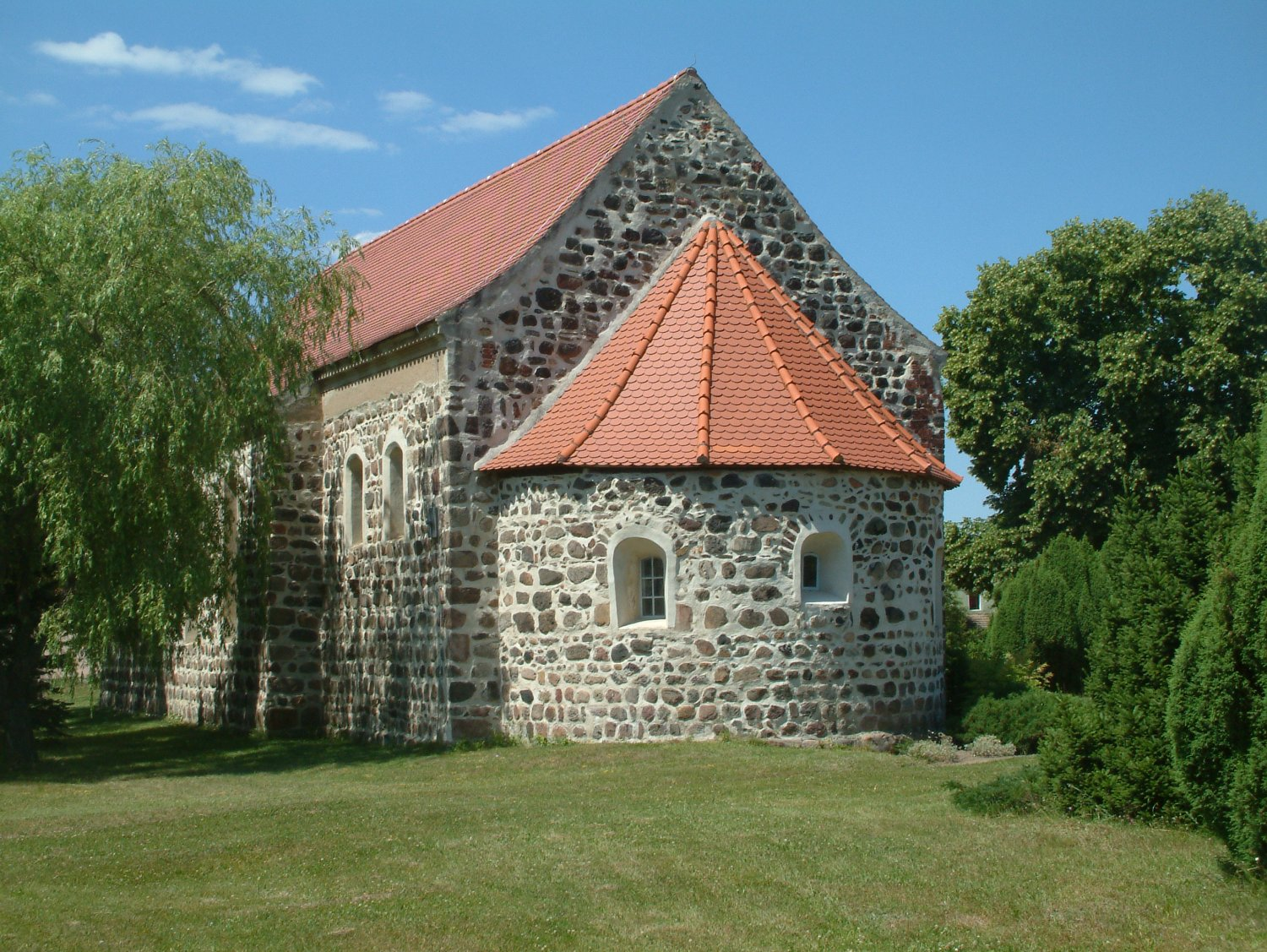
Feldsteinkirche in Jeserig, 12. Jahrhundert

Wiesenburg wurde im Jahr 2012 im europäischen Dorfwettbewerb und im Jahr 2011 im Bundeswettbewerb Unser Dorf hat Zukunft als erstes Dorf in Brandenburg in der Geschichte des Wettbewerbs mit einer Goldmedaille ausgezeichnet. Im Jahr 2011 wurde Wiesenburg bei dem Wettbewerb „Entente Florale Europe“ mit einer Silbermedaille ausgezeichnet.
In der Liste der Baudenkmale in Wiesenburg/Mark und in der Liste der Bodendenkmale in Wiesenburg/Mark stehen die in der Denkmalliste des Landes Brandenburg eingetragenen Kulturdenkmale.

### Bauwerke
- Schloss Wiesenburg
- die Kirche St. Marien als romanische Feldsteinkirche in Form einer Kreuzkirche
- weitere romanische Feldsteinkirchen in Grubo, Jeserig, Klepzig, Lehnsdorf und Reetz
- Gut Schmerwitz, bestehend aus einem Herrenhaus mit Aulaanbau, einer Gutskirche aus dem Jahr 1898 sowie Gästehäusern, Wirtschaftshof mit Verwalterhaus, Kuhstall, Pferdestall, Scheune, alter Scheune, Schweinestall, Ochsenstall und Spritzenhaus
- Dorfkirche Welsigke
- Die barocke Dorfkirche Medewitz
- Das Jagdschloss Medewitzerhütten ist ein jagdschlossähnliches Herrenhaus nahe dem Ort Medewitzerhütten in der Gemeinde.

### Parks
Der 123 ha große Schlosspark Wiesenburg ist ein Gartendenkmal. Der damalige Schlossherr, Curt von Watzdorf, schuf die Parkanlage ab 1863. Heute wird der Schlosspark von der Gemeinde Wiesenburg/Mark unterhalten. Im Jahr 2004 gab es im Schlosspark einen überregional beachteten Skulpturengarten.

### Geschichtsdenkmale
- Gedenkstein von 1974 auf dem Friedhof für sechs polnische Opfer der Zwangsarbeit
- Stolperstein für  Israel Rabinowitsch → siehe auch Liste der Stolpersteine in Wiesenburg/Mark

### Naturdenkmale
Siehe auch Liste der Naturdenkmale in Wiesenburg/Mark
- Riesenstein (ein riesiger Findling) in Welsigke
- Brautrummel, ein Trockental in Welsigke, in dem der Sage nach einst ein junges Brautpaar von einem Unwetter mit starkem Regenfall überrascht wurde und in den Fluten ertrank.
- Zwei Eichen bei Mahlsdorf, wobei die dickere einen Brusthöhenumfang von 8,15 m (2015) hat.[26]
- Eine abgestorbene Eiche bei Setzsteig mit einem Brusthöhenumfang von 8,05 m (2015).[27]

### Kunst
- Der Kunstwanderweg Hoher Fläming verbindet die Bahnhöfe von Wiesenburg und Bad Belzig.
- Die ehemalige Turnhalle am Goetheplatz ist heute eine Kunsthalle. Es finden regelmäßig Ausstellungen statt, die von der Künstlergruppe „Kunstperle“ organisiert werden.
- Die Galerie KunstStube am Schloss präsentiert Künstlerinnen aus dem Fläming und Umgebung. Die Galerie zeigt vielfältige Kunst aus verschiedenen Bereichen, Malerei, Zeichnungen, Karikatur, Kunst am Hals, Keramik, Skulpturen und Druckgrafiken.

### Theater
Im Schlosspark wird gelegentlich das Theaterstück „Die Legende Watzdorf“ aufgeführt.

### Bahnhof Wiesenburg
Der Bahnhof Wiesenburg (Mark) ging 1878 in Betrieb. Das denkmalgeschützte Empfangsgebäude aus der Eröffnungszeit der Strecke wurde nach Jahren des Leerstandes 2010 von der eigens gegründeten Bürgergenossenschaft erworben. Heute beherbergt es ein Café, einen Regionalladen, eine Touristeninformation und einen Fahrradverleih. Im Bahnhof finden unterschiedlichste Veranstaltungen statt, beispielsweise Filmabende, Spielnachmittage, Vortrags- und Gesprächsreihen, Tanzabende, Musikertreffen, Seminare oder Kunstausstellungen. Die Räume können für Veranstaltungen gemietet werden.

### Regelmäßige Veranstaltungen
- Blumenmarkt im Mai
- Parkfest im August mit Feuerwerk
- Wiesenburger Schlossparknacht im September
- Ackerlauf in Reetzerhütten im Juli

## Verkehr
In Wiesenburg kreuzen sich die Bundesstraßen B 107 (Coswig–Ziesar) und B 246 (Loburg–Bad Belzig). Die Deutsche Alleenstraße führt durch Wiesenburg. Die nächstgelegenen Autobahnanschlussstellen sind Niemegk, Klein Marzehns und Köselitz an der A 9.

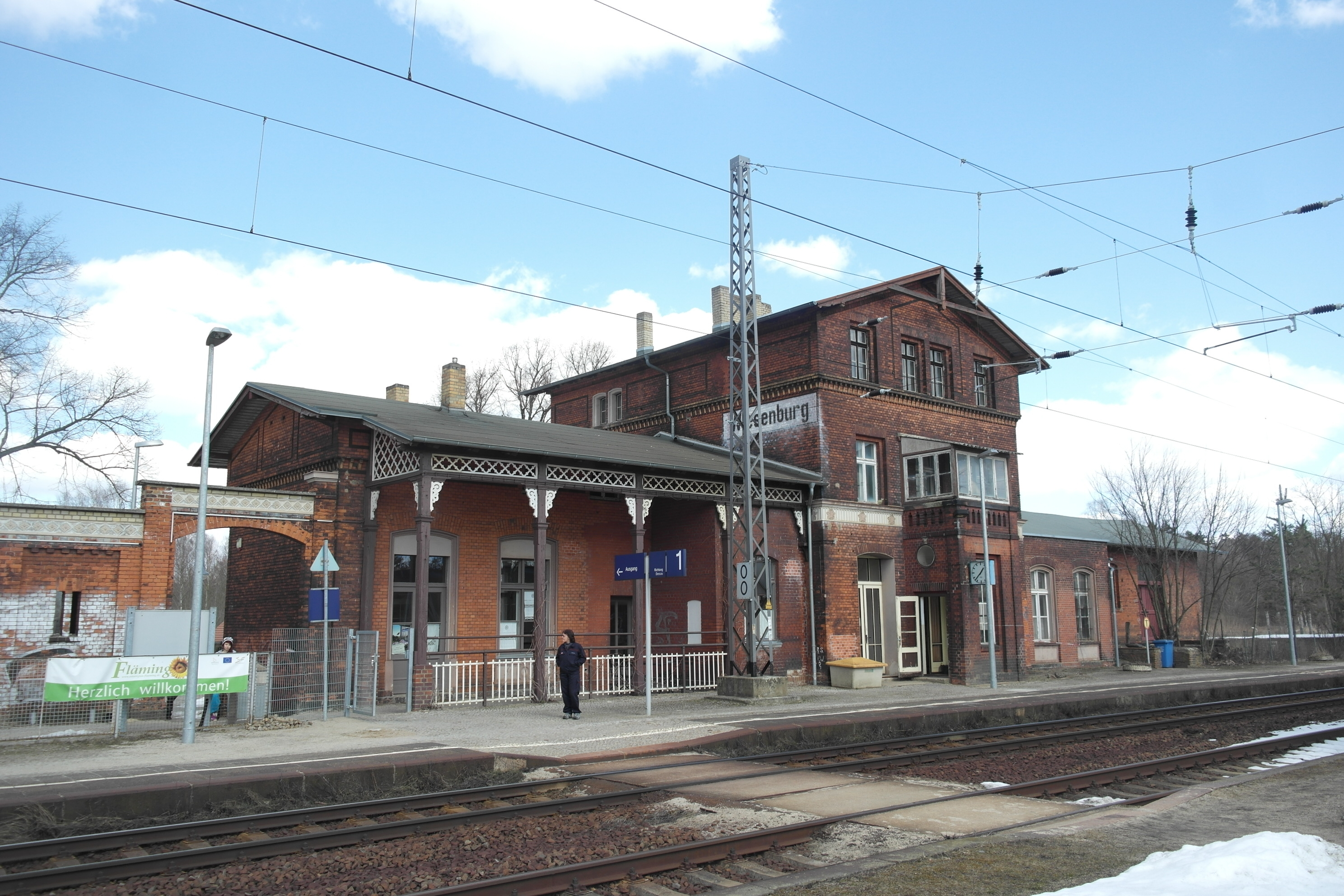
Bahnhof Wiesenburg (Mark)

Der Bahnhof Wiesenburg (Mark) liegt rund zwei Kilometer südwestlich des Ortskerns an der Berlin-Blankenheimer Eisenbahn, von der hier die Bahnstrecke Wiesenburg–Roßlau abzweigt. Wochentags halten stündlich die Züge der Regional-Express-Linie RE 7 Dessau Hbf–Berlin–Senftenberg, am Wochenende alle zwei Stunden. Der Bahnhof Medewitz wird ebenfalls von der Linie RE 7 bedient.
Der Europaradweg R1 führt durch den Ortsteil Grubo, ebenso der Europäische Fernwanderweg E11. Der im Sommer 2007 eröffnete Kunstwanderweg Hoher Fläming Bad Belzig–Wiesenburg beginnt am Bahnhof.

## Persönlichkeiten

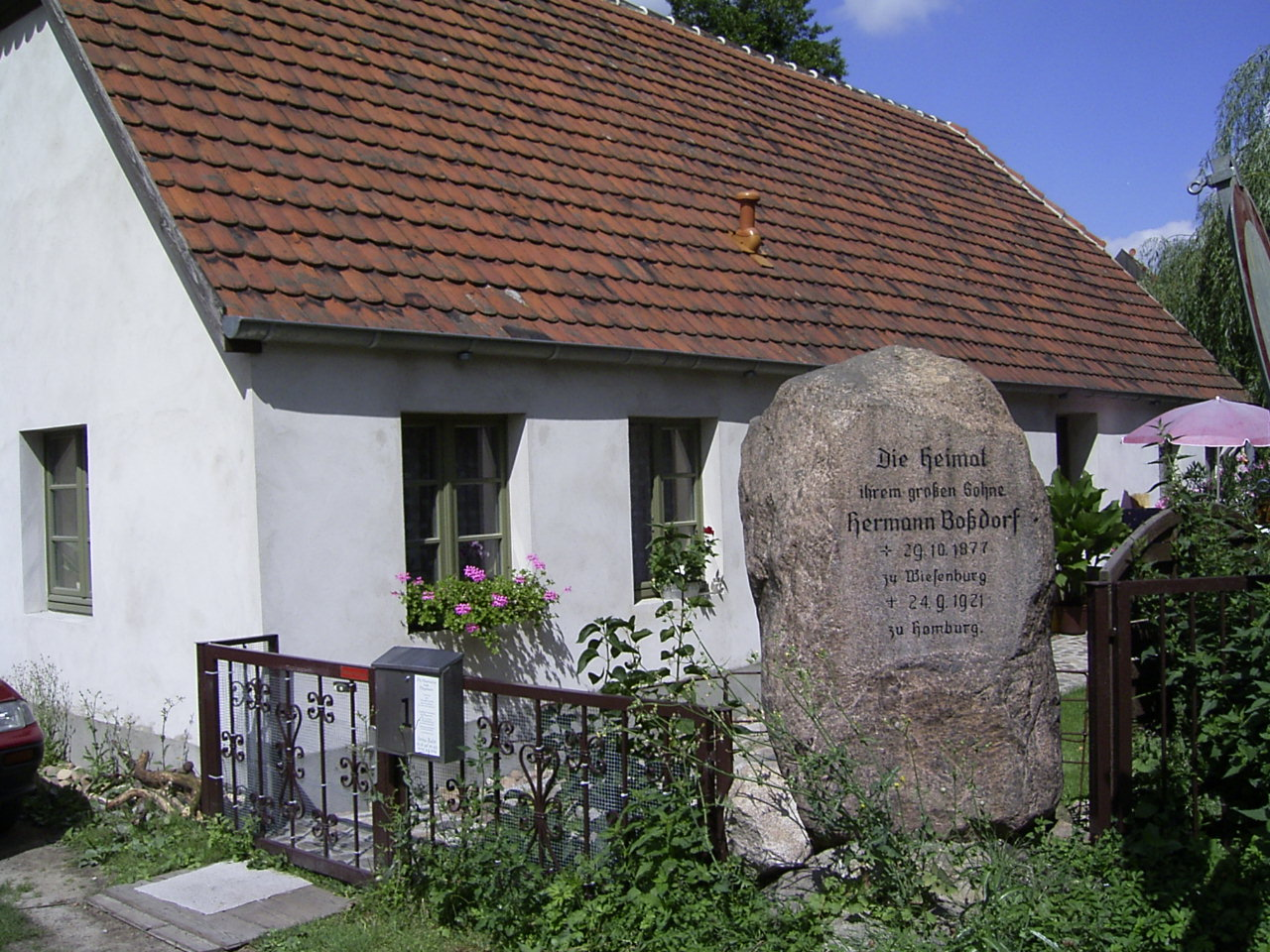
Boßdorfs Geburtshaus in Wiesenburg

### Söhne und Töchter der Gemeinde
- Benno Friedrich Brand von Lindau (1571–1625), Jurist, Besitzer des Ritterguts Grochwitz
- Friedrich Schultze (1598–1677), lutherischer Theologe
- Adam Friedrich Brand von Lindau (1681–1754), General der Kavallerie, Besitzer von Schloss Wiesenburg
- Friedrich von Watzdorf (1753–1809), königlich-sächsischer Kammerjunker, Besitzer von Schloss Wiesenburg
- Otto von Watzdorf (1801–1860), Politiker, Mitglied der Frankfurter Nationalversammlung
- Martha Rumbauer (1862–nach 1925), Schriftstellerin und Übersetzerin, im heutigen Ortsteil Medewitz geboren
- Hermann Boßdorf (1877–1921), niederdeutscher Dramatiker und Lyriker
- Alwin Dossmann (1894–1978), Architekt
- Christian Zickelbein (* 1937), Schachfunktionär
- Götz Dieckmann (* 1941), Historiker
- Astrit Rabinowitsch (* 1953), Politikerin (Die Linke)

### Mit der Gemeinde verbundene Persönlichkeiten
- Hans Queling (1903–1984), Reiseschriftsteller, lebte und starb in Jeserig